# Labuan Bajo (Oost-Nusa Tenggara)
Labuan Bajo is een plaats op het eiland Flores in het bestuurlijke gebied West Manggarai in de provincie Oost-Nusa Tenggara, Indonesië. Het dorp telt 5774 inwoners (volkstelling 2010). Komodo Airport is de luchthaven vlak bij het dorp.